# Sông Việt Nam
Việt Nam hiện có 2360 con sông dài trên 10 km, trong đó 93% là các con sông ngắn và nhỏ, chảy liên tỉnh được đưa vào danh mục quản lý của Cục đường sông Việt Nam theo quyết định số 1989 ngày ngày 1 tháng 11 năm 2010 của Thủ tướng Chính phủ. Trong đó, 191 tuyến sông, kênh với tổng chiều dài 6.734,6 km được xem là tuyến đường sông quốc gia.

## Một số thông số
- Mật độ sông, kênh trung bình trong cả nước đạt 0,60 km/km2. Nơi có mật độ sông thấp nhất là vùng Nam Trung Bộ. Khu vực đồng bằng sông Hồng có mật độ 0,45 km/km2. Khu vực đồng bằng sông Cửu Long có mật độ 0,68 km/km2.
- Tổng lưu lượng nước trung bình của các sông và kênh là 26.600 m³/s. Trong đó, phần được sinh ra trên đất Việt Nam chiếm 38,5%; phần từ nước ngoài chảy vào Việt Nam chiếm khoảng 61,5%. Hệ thống sông Cửu Long chiếm 60,4%, hệ thống sông Hồng 15,1% và các con sông còn lại chiếm 24,5%.
- Việt Nam có 23 sông xuyên biên giới. Trong đó có những sông lớn như Sông Hồng, Sông Đà, Sông Mã,Sông Lam, Sông Đồng Nai...
- Hướng của các dòng sông Việt Nam chủ yếu chảy từ Tây sang Đông, từ Tây Bắc xuống Đông Nam, từ đất liền ra biển Đông; nhưng cũng có những dòng sông chảy ngược, điển hình như Sê San (còn gọi là Krông Pơ Kô) và Sêrêpôk (còn gọi là Đắk Krô) hình thành ở khu vực Tây Nguyên rồi chảy ngược hướng Tây sang Campuchia. Ở miền Bắc có sông Kỳ Cùng hình thành ở tỉnh Lạng Sơn chảy ngược theo hướng Đông Nam – Tây Bắc sang Trung Quốc.
- Dọc bờ biển, trung bình cứ 23 km lại có một cửa sông. Việt Nam có 112 cửa sông lạch đổ ra biển. Các cửa sông lớn của Việt Nam thường bắt nguồn từ nước ngoài, phần trung lưu và hạ lưu chảy trên đất Việt Nam.
- Ba dòng sông rộng nhất là sông Hồng, sông Tiền, sông Hậu với chiều rộng trung bình khoảng 1 km.
- Các dòng sông có chiều dài chảy trong nước lớn nhất là: Sông Hồng dài 551 km (kể cả đoạn từ thượng nguồn về đến Việt Trì với tên gọi sông Thao); sông Đà dài 543 km; sông Thái Bình dài 411 km (kể cả dòng chính từ thượng nguồn đến Phả Lại – Chí Linh, Hải Dương với tên gọi sông Cầu); sông Sêrêpôk dài 371 km; sông Bé dài 385 km; sông Chảy dài 303 km.
- 3 dòng sông có tốc độ dòng chảy lớn nhất là sông Hồng, sông Đà, sông Lô. Trong đó, lưu lượng của sông Hồng cao nhất vào tháng 8 là hơn 9.200m3/s.